# Korenjak, Zavrč
Korenjak este o localitate din comuna Zavrč, Slovenia, cu o populație de 109 locuitori.